# Sophta uniformis
Sophta uniformis är en fjärilsart som beskrevs av Emilio Berio 1959. Sophta uniformis ingår i släktet Sophta och familjen nattflyn. Inga underarter finns listade i Catalogue of Life.